# I'm Shakin'
I'm Shakin' è un brano musicale scritto da Rudy Toombs e portata al successo da Little Willie John nel 1960, pubblicata come singolo per la King Records, sul lato B era presente il brano A Cottage for Sale.

## Tracce
- I'm Shakin' - 2:27
- A Cottage for Sale - 2:52

## Versione dei Blasters
È stata reinterpretata in chiave rockabilly dai Blasters nel 1981, pubblicata come singolo per la Slash Records, sul lato B No Other Girl scritta da Dave Alvin.

### Tracce
- I'm Shakin' - 2:20
- No Other Girl - 2:26

## Versione di Jack White
È stata reinterpretata da Jack White nel 2012, pubblicata nell'album Blunderbuss, traccia numero otto.